# Полісся

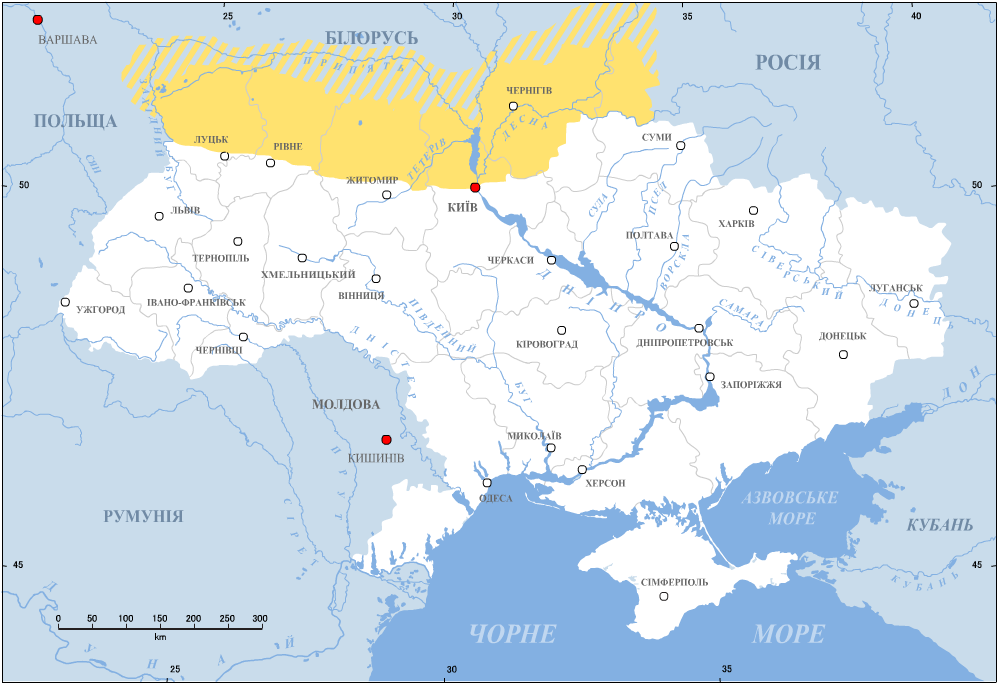
Полісся

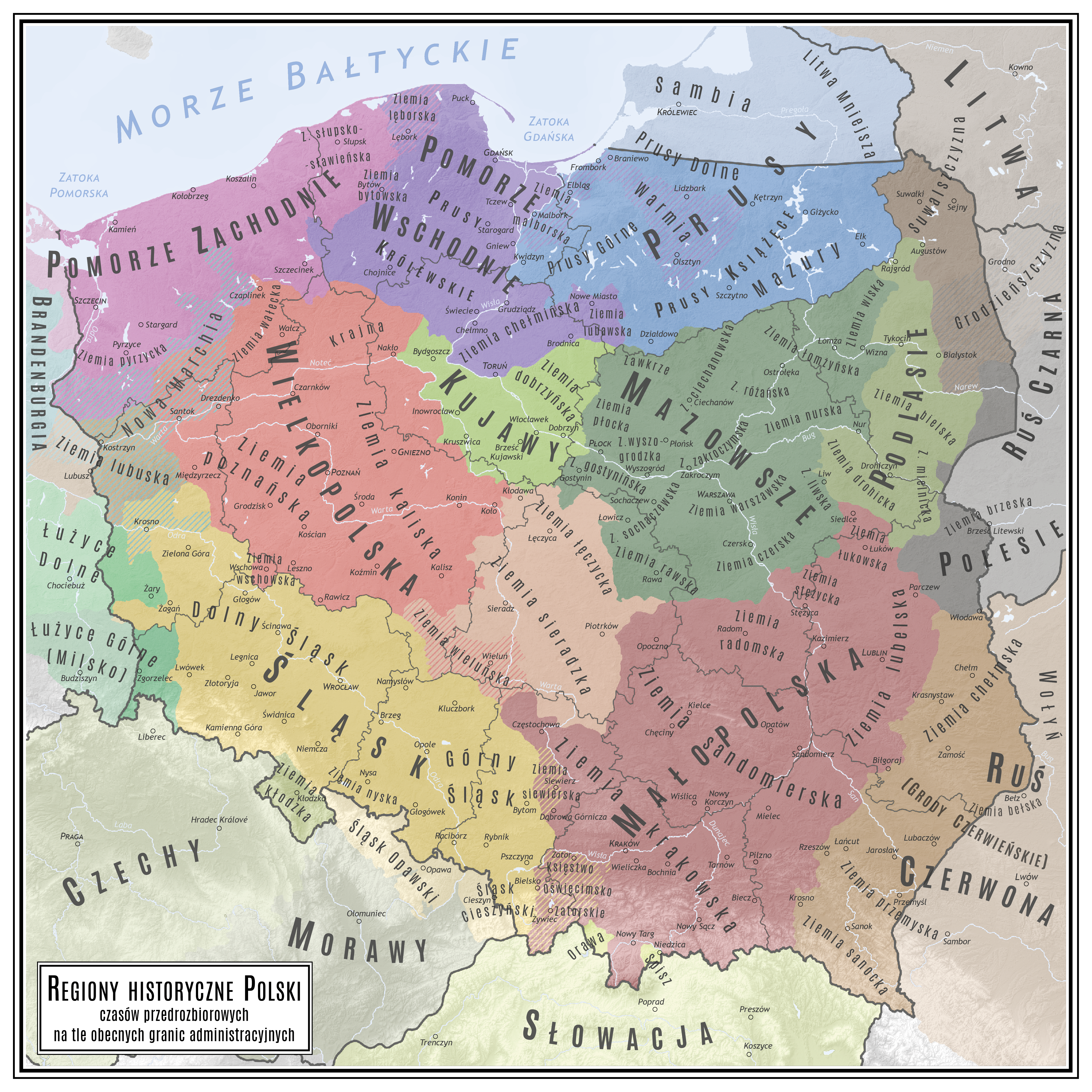
Полісся та інші історичні землі Польщі на тлі сучасних адміністративних кордонів

Полі́сся — етнокультурний край і історико-географічний регіон у межах Поліської низовини, у басейні річок Прип'яті й середнього Західного Бугу, для якого прикметна надзвичайно волога, лісиста й болотиста місцевість, густа річкова сітка, низька густота населення. Лежить на півночі України, півдні Білорусі й почасти Росії та Польщі. За фізико-географічним районуванням Полісся розглядають як фізико-географічну провінцію мішаних лісів фізико-географічної зони Східноєвропейської рівнини. Природні умови зумовили тут слабку урбанізацію, ізольованість населених пунктів, а через це добре збереглося багато елементів традиційної матеріальної та духовної культури населення Полісся. Головні міста: Пінськ, Ковель, Сарни, Лунинець, Кобринь, Мозир, Овруч, Коростень, Чернігів. Ремесла Полісся: мистецтво (гончарство, гуцнийство, писанкарство, музичне мистецтво) і господарська діяльність.

## Назва
Назва Полісся (д.-рус. Полѣсьє, біл. Палессе, пол. Polesie, рос. Поле́сье) утворена від д.-рус. лѣсъ префіксом По-. Уперше назва «Полісся» згадується в Іпатіївському літописі під 1274 роком, коли луцький князь Мстислав Данилович «шелъ бяшеть от Копыля воюя по Полѣсью» (нині місто Копиль — райцентр Мінської области, Білорусь). Історично Поліссям вважали Берестейщину, щодо якої цей термін уперше й згадується в Галицько-Волинському літописі в 1274 році. З XV століття термін «Полісся» починає вживатися в писемних джерелах (уперше — в «Історії Польщі» Яна Длугоша), а з XVII століття — на картах (уперше — на карті Великого князівства Литовського, зладженій Томашем Маковським і виданій в Амстердамі 1613 року). У джерелах XIII—XIX століть, а ще в працях істориків, військових та інших назва «Полісся» означає передусім басейн Прип'яті (притока Дніпра). Однак тепер термін «Полісся» вживається ще в кількох значеннях:
- Тип ландшафту, для котрого властиві заболочені низовинні рівнини, що характеризуються підвищеною вологістю і низькою дренованістю поверхні, значними масивами хвойно-широколистяних лісів, густою річковою сіткою і лежать переважно в зоні мішаних лісів Східноєвропейської рівнини[4][5]. Сформувався в районах поширення давніх річкових і водно-льодовикових відкладів, пов'язаних з материковим зледенінням Євразії та Північної Америки[3]. Такий тип ландшафту прикметний для Поліської низовини, Мещерської низовини, місцевости в басейні річки Ветлуги тощо[4][5].
- Фізико-географічний регіон — Поліська низовина[3];
- Зона мішаних лісів у межах України — Українське Полісся[3];
- Етнографічний регіон (макрорегіон) України — Українське Полісся[3];
- Лінгвістичний регіон — зона поширення північноукраїнських (поліських) говірок[3];
- Два етнографічні регіони Білорусі: Західне й Східне Полісся[3].

У джерелах XIV—XVI століть ця назва найчастіше функціонувала як спільнокореневі топоніми «Подлесьє», «Полясє», «Полєсє». Історико-етнографічні межі цієї зони теж визначалися по-різному, однак переважає думка, що вона охоплює басейн річки Прип'ять і сусідні райони лісової смуги. Цю територію вважали за центр поліської области ще дослідники XVI—XIX століть М. Стрийковський, Г. де Боплан, В. М. Татищев та інші, про що певно свідчать їхні картографічні матеріали.[джерело?]
Мовознавці кажуть, що східнослов'янська етимологія назви Полісся закорінена в семантиці лісу й болота (лісиста місцевість, лісок). Вона має балтський аналог (Pala, Pelesa, Pelysa), що в литовській і латиській мовах має значення болотистий лісок. Це може свідчити про спільний балто-слов'янський корінь назви Полісся, а отже — про паралелі між східнослов'янським етнонімом «поліщуки» (уперше зафіксований у документах XVII ст.) і давнім екзоетнонімом «polexiani».[джерело?]

## Географія

### Становище й межі
Однозначне окреслення меж Полісся, як і будь-якого іншого неадміністративного регіону, неможливе, оскільки залежить від завдань, які стоять перед конкретним дослідником. У вузькому розумінні Поліссям вважають тільки найбільш заболочену правобережну лісову смугу з вузькою лінією вздовж лівого берега Дніпра й гирлом Десни без Малого й Володавського Полісся — трикутник з центром у Бересті, що на схід доходить на широкій лінії Могилів — Київ до Дніпра. У вузькому розумінні площа Полісся становить близько 160 000 км². У широкому розумінні до Полісся долучають ще й північну частину Придніпровської низовини аж до Середньої височини на сході й отак площа регіону становить понад 200 000 км². З інших відомостей загальна площа близько 270 тис. км². Площа властивого Українського Полісся становить близько 100 000 км², з них 27 000 км² на території Білорусі.
На півночі обмежене Білоруською височиною, на півдні — Волинською (Холмсько-Волинською) і Придніпровською височинами, на заході — річкою Західний Буг, на сході — Придніпровською низовиною зі східною межею по Десні. Межує на півдні з Волинню, на заході — з Підляшшям. Межа між Поліссям і Підляшшям точно не проведена, але її часто визначають по річці Лісній. На заході межею Полісся є річка Вепр.
Південне Полісся — частина України, західне — Польщі, північне, разом із частиною етнічно українських земель на південь від Прип'яті, — Білорусі. За територіальним чи етномовним критерієм часто виділяють Українське Полісся, Білоруське Полісся, Російське Полісся, Литовське Полісся, Польське (Люблінське) Полісся тощо.
Середня висота над рівнем моря — 120—150 м. Характеризується рівнинними територіями, підвищеною вологістю, силою боліт і торфовищ. Заболоченість території становить 70 %, ліси займають 30 % площі. Серед височин — Овруцький кряж, Мозирський горб, Загороддя, Заріччя.

Фізико-географічні області Українського Полісся (у державних межах України).

Згідно з чинним адміністративно-територіальним поділом, частина Полісся на території України охоплює Рівненську, Волинську (крім крайніх південних частин двох цих областей), Житомирську (окрім південних районів), північні райони Київської та Хмельницької областей. Крім того, якщо розглядати Українське Полісся як український етнографічний регіон, сюди залучають і ще заселені українцями частини Берестейської та Гомельської областей у Білорусі. Інколи за Полісся в державних межах України вважають тільки північ Правобережної України, водночас Лівобережне Полісся (Чернігівське й Новгород-Сіверське) розглядають осібно від властивого Полісся, бо воно відрізняється від нього як фізіографією, так і історичним минулим  Чернігівщина — самостійний історичний край. Часто Українським Поліссям називають усю лісову смугу в складі України.
У державних межах України виділяють 6 фізико-географічних областей Полісся:
- Волинське Полісся
- Мале Полісся
- Житомирське Полісся
- Київське Полісся
- Чернігівське Полісся
- Новгород-Сіверське Полісся

### Поділ

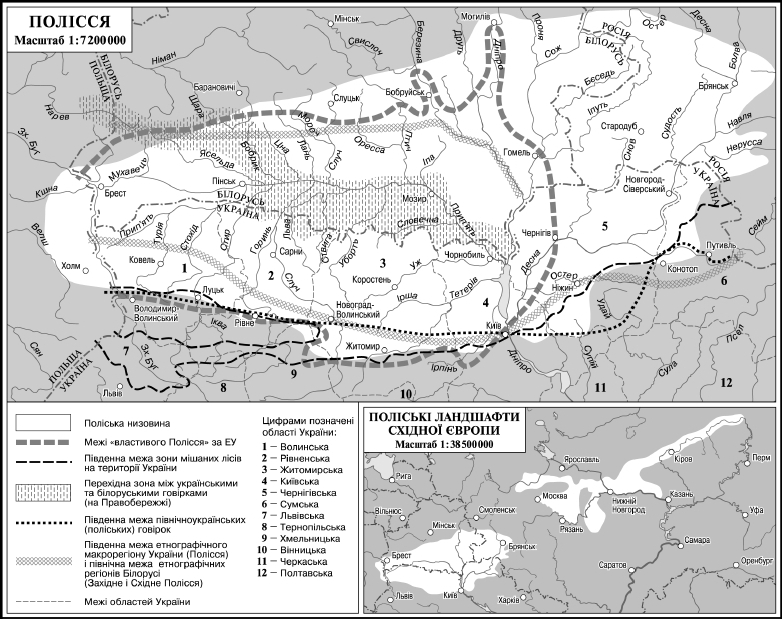
Етнографічне районування Полісся

Українське Полісся поділяється на Правобережне й Лівобережне — залежно від розташування на берегах Дніпра. Відповідно до цього вживають ще назви Східне й Західне Полісся. Західне Полісся називають також Прип'ятським, східне — Наддеснянським або Чернігівським, розмежовуючи такі номінації тоді, коли йдеться про Полісся на обох берегах Дніпра.
В етнографічній літературі дуже часто за Східне Полісся мають східну частину правобережного Полісся, десь на схід від р. Ясельда, далі — р. Прип'яті, доки до неї не вливається р. Горині й униз по цій річці. Землі, що лежать на захід від указаного кордону аж до р. Західний Буг, становлять Західне Полісся.
До 1920-их років Полісся ділили по губерніях і повітах: Волинська, Київська, Чернігівська, Мінська, Могилівська, Гродненська, Брянсько-Жиздринський.
Південну межу Полісся по діалектних ознаках мовознавці визначають умовною лінією Володимир-Волинський — на південь від Луцька — Здолбунів — Житомир — Фастів — Васильків — Переяслав — Прилуки — по річці Сейм.

### Ґрунти
Близько 70 % території Полісся вкривають попільнякові (підзолисті) ґрунти, 15 % — болотяні й торфово-болотяні ґрунти.

### Водні об'єкти
Більша частина Полісся належить до басейну Дніпра, невелика західна частина — до басейну Західного Бугу (притока Вісли). Головна річка Полісся — Прип'ять. Інші значні річки: притоки Прип'яті (Пина, Ясельда, Лань, Случ, Птич, Турія, Стохід, Стир, Горинь, Ствига, Уборть, Словечна, Уж), Дніпро, Десна та їхні притоки. Найбільші озера: Червоне (Князь, Жид), Біле, Вигонівське, Світязь.

### Клімат
Клімат помірно-континентальний. Літо тепле й вологе, зима м'яка. Пересічна річна температура коливається від +6,5° до +7,5 °C. Пересічна температура січня становить від -3° до +3,5°, від -4° на заході до -7° C на сході, найнижча — від -32° до -39°. Улітку температура майже однакова на всьому Поліссі (+18-19° C), пересічна температура липня — від +17° до +19,5°. Річне число атмосферних опадів — 550—650 мм, найбільше в червні й липні.

### Фауна
Через діяльність людини — як-от надмірне полювання, деякі види зникли на Поліссі зовсім, або ж їхній ареал змістився на північ. Ще в XVII столітті на Поліссі траплялися тури й зубри, у XVIII столітті водилися білки-летяги, у XIX столітті — росомахи, ведмеді й лосі.

## Історія

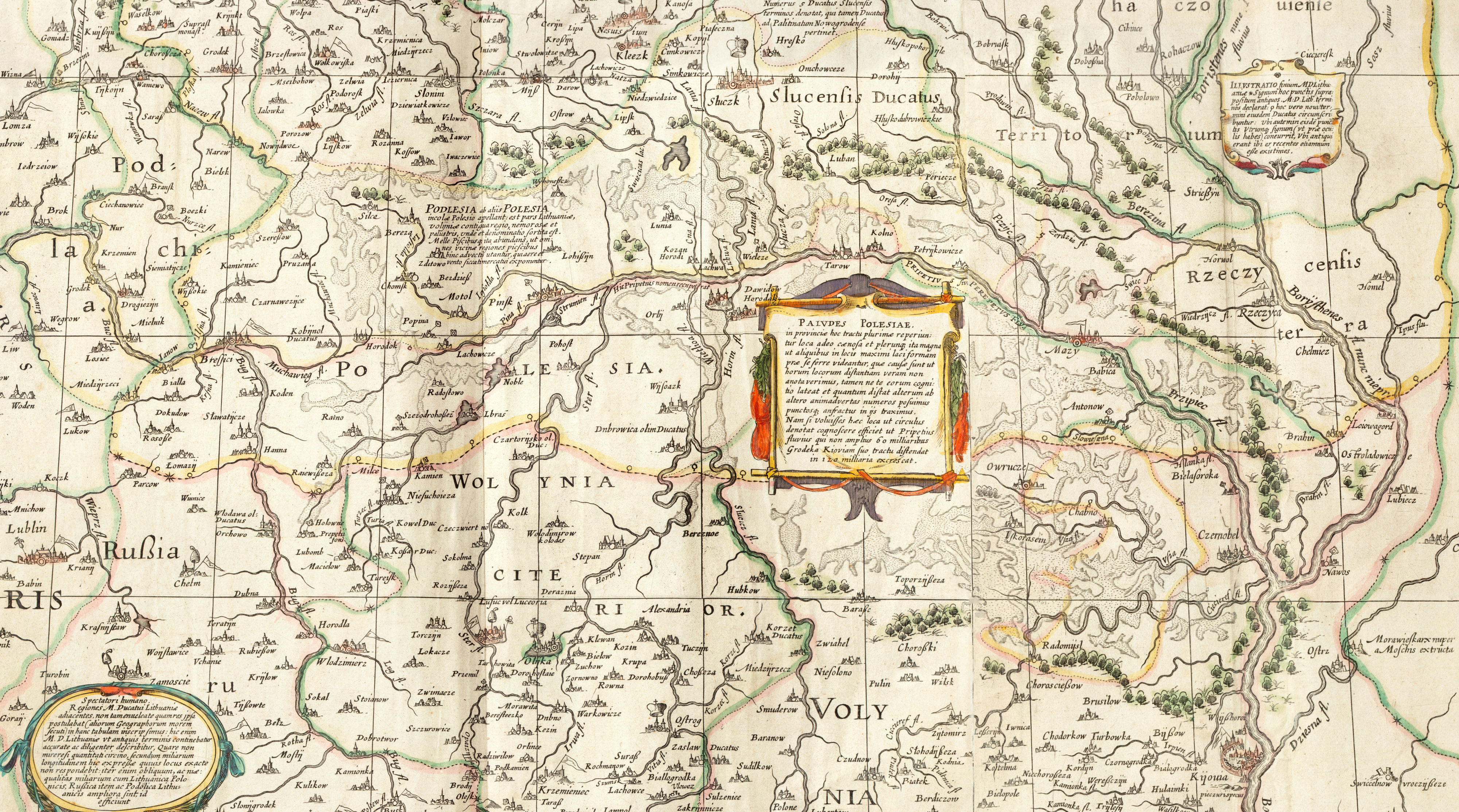
Полісся на мапі Великого князівства Литовського («Карті Радзивіла») від Віллема Блау та Гесселя Ґеррітца, виданій у 1613 році в Амстердамі. Осібно на мапі подане пояснення: «Підлісся (Podlesia), інші називають Полісся (Polesia), місцеві жителі називають Полісся (Polesio) — частина Литви, межує з Волинню, лісисте й болотисте, від того й дістало назву. Мед і риба в такому достатку, що всі сусідні краї вживають рибу звідси. Сушать на повітрі й виставляють на продаж».

Уперше назва «Полісся» згадується в Іпатіївському літописі під 1274 роком, коли луцький князь Мстислав Данилович «шелъ бяшеть от Копыля воюя по Полѣсью» (нині місто Копиль — райцентр Мінської області, Білорусь). З XV століття термін Полісся починає вживатися в писемних джерелах (уперше — в «Історії Польщі» Яна Длугоша), а з XVII століття — на картах (уперше — на карті Великого князівства Литовського від Томаша Маковського, виданій в Амстердамі 1613 року).

### До першої згадки
На Поліссі через льодовиковий період змінювався не тільки рельєф місцевости, але й стало неможливо жити людям. Але після льодовикового періоду (11600—11700 років тому) Полісся з його географічними умовами, як порівняти зі степом, стало забезпечувати населення захищеною й неприступною місцевістю від ворожих наїздів і чужих впливів, що простежується в етногенезі білорусів та етногенезі українців.
Перші поселення людей на Поліссі датуються раннім палеолітом (10000-8000 роки до нашої ери). Поселень побільшало за мезоліту (8000-5000 роки до н. е.) — передусім коло річок. У часи неоліту (5000-3000 р. до н. е.) заселяли Полісся люди «гребінцевої» археологічної культури. З 2500 року до н. е. уздовж річок Ясельди, Прип'яті, Горині виникла межа культурно-історичних частин Полісся, що й нині накладається на білорусько-українську межу: західно-східна частина характеризується археологічною культурою «лійкуватих пугарів» й археологічною культурою «глиняних амфор». У бронзову добу (3000-1000 р. до н. е.) — тщинецька культура; на сході Полісся — середньодніпровська культура, сосницька культура. До початку залізної доби (1000 р. до н. е. — II століття до н. е.) на заході Полісся — культура прабатьків західних слов'ян (лужицька культура й згодом поморська культура); на сході Полісся — милоградська культура предків балтів.
У II столітті до н. е. — II столітті н. е. все південне Полісся до річок Ясельди й Прип'яті входило до зарубинецької культури (з участю кельтів у етногенезі українців та етногенезі білорусів), північно-східне Полісся — до культури штрихованої кераміки. У II—IV століттях н. е. на заході Полісся проживали представники готської та гепідської культур, У VI—VIII століттях н. е. — слов'янської празької культури (див. «етногенез слов'ян»), на півночі Полісся — балти (теперішня Білорусь).

### З IX століття
У ранньодержавний період (IX—X століття) Полісся було контактною зоною слов'янських племінних союзів дреговичів, волинян, деревлян, а ще балтського союзу ятвягів. За Володимира Великого (978—1015) Полісся увійшло до складу Київської Русі. Полісся ніколи не становило окремої територіальної одиниці. У XII—XIII століттях було поділене між кількома руськими землями: Волинської землі, Київської землі, Чернігово-Сіверської землі й Турівського князівства.
У XIV—XV століттях більшу частину Полісся долучено до Великого князівства Литовського (у 1310-1320-ті роки — Берестейська земля, у 1360-1370-ті роки — Чернігово-Сіверська земля), а менша (у верхній течії Прип'яти) — до Королівства Польського. У середині XVI століття, згідно з новим адміністративним поділом Великого князівства Литовського, українська частина Полісся потрапила до Волинського, Київського та Берестейського воєводств. Після Люблінської унії 1569 року північна частина Полісся була долучена до Берестейського, Мінського й Новгородського воєводств Великого князівства Литовського, а південна — до Київського, Волинського й Підляського воєводств Королівства Польського. Під час національної революції 1648—1676 років Полісся деякий час перебувало під контролем Війська Запорозького. 1657 року в північній частині Полісся сформовано Пінсько-Турівський полк. За Андрусівським договором (перемир'ям) 1667 року Правобережне Полісся залишилося під владою Речі Посполитої. Після поділів Польщі 1793 і 1795 років регіон відійшов до Російської імперії і з початку XIX століття входив до складу Волинської, Київської, Гродненської та Мінської губерній.

Карта радіоактивного забруднення ізотопом цезію-137 станом на 1996 рік унаслідок аварії на Чорнобильській АЕС

У 1915—1917 роках, під час Першої світової війни, через Полісся проходила лінія фронту. Під час української революції 1917—1921 років Полісся входило до складу Української Народної Республіки. За Берестейським мирним договором усе українське Полісся увійшло до складу України. Згідно з Ризьким мирним договором між РСФРР і УСРР та Польщею 1921 року, західна частина Полісся, як і вся Західна Україна, відійшла до Польщі. У 1920—1939 роках Полісся входило до складу двох адміністративно-територіальних одиниць міжвоєнної Польщі — Поліського воєводства (з центром у місті Берестя; нині в Білорусі) та Волинського воєводства (з центром у місті Луцьк). Водночас східна частина Полісся була розділена між УРСР і БРСР, при чому до останньої включена етнічно українська Мозирщина (6 400 км²).
У вересні 1939 року Волинське Полісся разом з іншими західноукраїнськими землями відійшло до СРСР і 15 листопада 1939 року було включене до складу УРСР. 4 грудня 1939 на його теренах сформовані Волинська й Ровенська (від 1991 — Рівненська) області УРСР. До УРСР увійшла лише менша частина етнічно українського Поліського воєводства (7 200 км²), більшу частину (20 600 км²) радянська влада приєднала до БРСР. Впродовж 1939—1954 років у складі Білоруської РСР існувала Поліська область із центром у місті Мозир (нині місто Гомельської области, Білорусь). У роки Другої світової війни на території Полісся діяли українські збройні формування (Поліська Січ, Українська повстанська армія) й радянські партизанські загони. Велика частина Полісся була забруднена внаслідок Чорнобильської катастрофи 1986 року, частина регіону опинилася в межах Чорнобильської зони відчуження.

## Населення

Українсько-білоруська мовна межа за даними мовознавців

Фрагмент з етнографічної мапи Олександра Ріттіха, на якому зображені північно-західні межі українців, 1875 рік.

Етнографічно Полісся розмежовується по Поліській розмежувальній лінії на українську й білоруську частини. На південному Поліссі проживають українці, на північному — білоруси. Українсько-білоруська етнографічна межа починається на захід від Страблі над Нарвою, де сходиться з польською, далі йде Нарвою вгору аж до джерел цієї річки, проходячи Біловезькою Пущею, переходить у південно-східному напрямі європейський вододіл і йде далі від Пружан річкою Ясельдою, проходячи до Берези, далі на захід від Огинського каналу звертає на північ, доходить в околиці Вигонівського озера, звідси звертає на схід до річки Цни й іде Цною до Прип'яті, проходячи поблизу Лунинця, від гирла Цни вздовж Прип'яті прямує на Мозир, звертає нижче Мозира на південь до річки Словечної та на схід по сучасному кордону між Україною і Білоруссю до Дніпра, уздовж нього на північ, звідти завершується біля місця впадання Сожі в Дніпро. Українсько-білоруський державний кордон не збігається на заході з етнічною українсько-білоруською межею, оскільки радянська влада включила північно-західну частину українського Полісся (площею близько 27 000 км²) до БРСР.
Українське Полісся територіально збігається з ареалом північного наріччя української мови. В адміністративно-територіальному устрої Російської імперії українська етнічна територія на властивому Поліссі охоплювала три південні повіти Гроденської губернії (Більський, Берестейський, Кобринський повіти) та півтора в Мінській губернії (Пінський повіт повністю й південну половину Мозирського повіту).
Жителів Полісся називають поліщуками. Українські поліщуки історично називали білорусів «литвинами» або «лицьвинами», рідше «гедиками» або (зневажливо) «лапацьонами» тощо. Білоруси ж називали українців «хідунами», інколи «гетунами». Населення Полісся історично мало низьку національну свідомість, що пояснюють віддаленістю від осередків національного життя, болотистим і лісистим ландшафтом регіону. Цим у часи входження Полісся до складу міжвоєнної Польщі скористалася влада останньої, запровадивши щодо мешканців краю новий термін — «тутейші».

## На географічних мапах
1613 рік. Карта Радзивіла (Карта Великого князівства Литовського) посідає важливе місце в українській історичній картографії та одночасно є першим картографічним джерелом у XVII столітті, де використана назва «Україна». В тій частині карти, що охоплює українські землі, позначені: Полісся (Polesia), Підляшшя (Podlachia), Західна Волинь (Wolynia citerior), Східна Волинь, яку звали також Україною та Низом (Volynia ulteririor, quae tum Vkraina tum Nis ab altis vocitatur), Червона Русь (Rufsia rubra), Покуття (Pokutiœ Pars), Поділля (Podolia), частина Сіверського князівства (Severiensis Pars).
1657 рік. Уго Аллард. Карта — «Nova totius Regni Poloniae, Magnique Ducatus Lithuaniae, cum suis Palatinatibus ac Confiniis» (Нова карта всього Польського королівства, Великого князівства Литовського з їхніми воєводствами та їхніми межами). Придніпров'я (Правобережне) позначене, як Ukraina (Україна). Українські землі, на той час у складі Королівства Польща, представлені Поліссям (Polesia), Волинню (Pal. Volyniae), Поділлям (Podoliae) та ін. На Чорноморському узбережжі показано Кримський півострів (Crim). Назва Червона Русь (Russia Rubra) охоплює Галицьку землю.
1690 рік. Вінченцо Марія Коронеллі. Карта — «Parte Orientale Dell' Europa, Descritta, e Dedicata Dal P. Cosmografo Coronelli All Illustrissimo, et Eccellentissimo Signore Giovanni da Mula, Senatore amplissimo Nella Serenissima Republica de Venetia». На карті показано історико-географічні українські регіони: Полісся (Polesia) (землі у верхів'ях річки Прип'ять, навколо Шацьких озер; нині частина Польщі, Білорусі, Волині), Волинь (Volinia) (простягнулась від річки Прип'яті до Причорномор'я та Сіверського Дінця, включаючи все Середнє Подніпров'я), Поділля (Podolia) (територія Північного Придністров'я та Середнього Побужжя), Чорна Русь (Russia Negra) (територія Прикарпаття та Холмщини). Україна (UKRAINA) на карті — на території сучасних Харківської та Луганської областей.

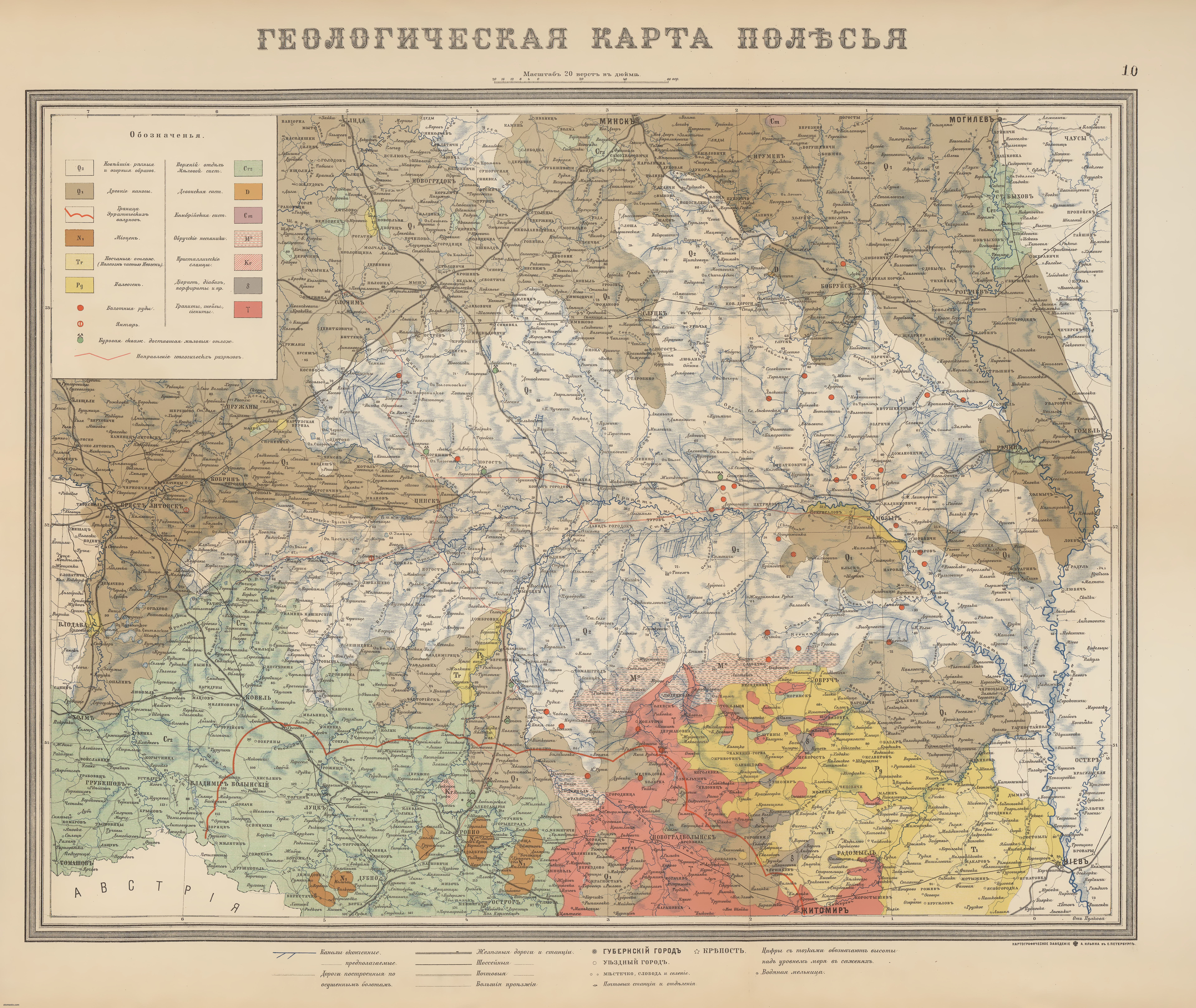
Геологічна мапа Полісся, 1874 рік
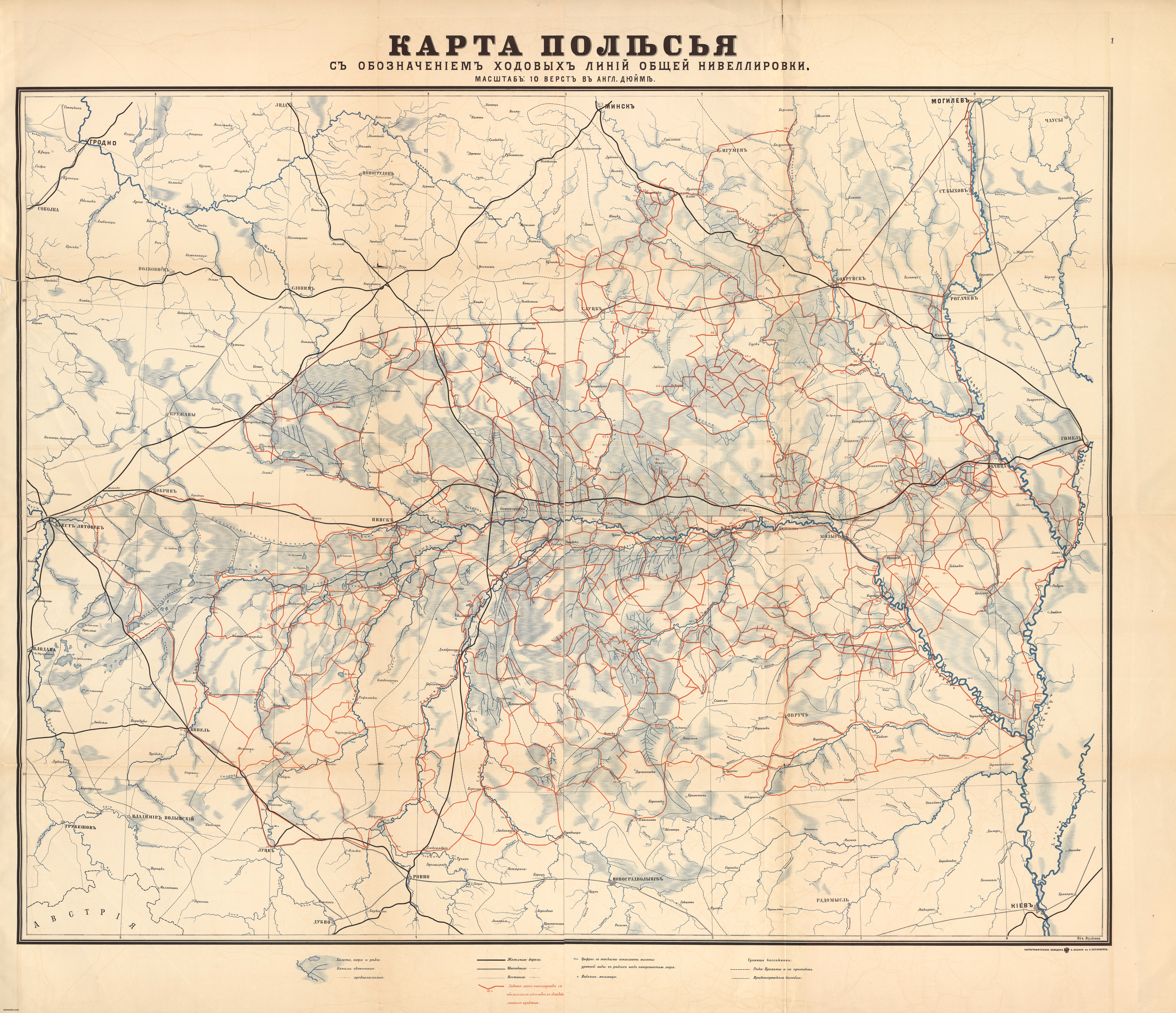
Мапа Полісся з позначенням ходових ліній загального нівелювання, 1874 рік
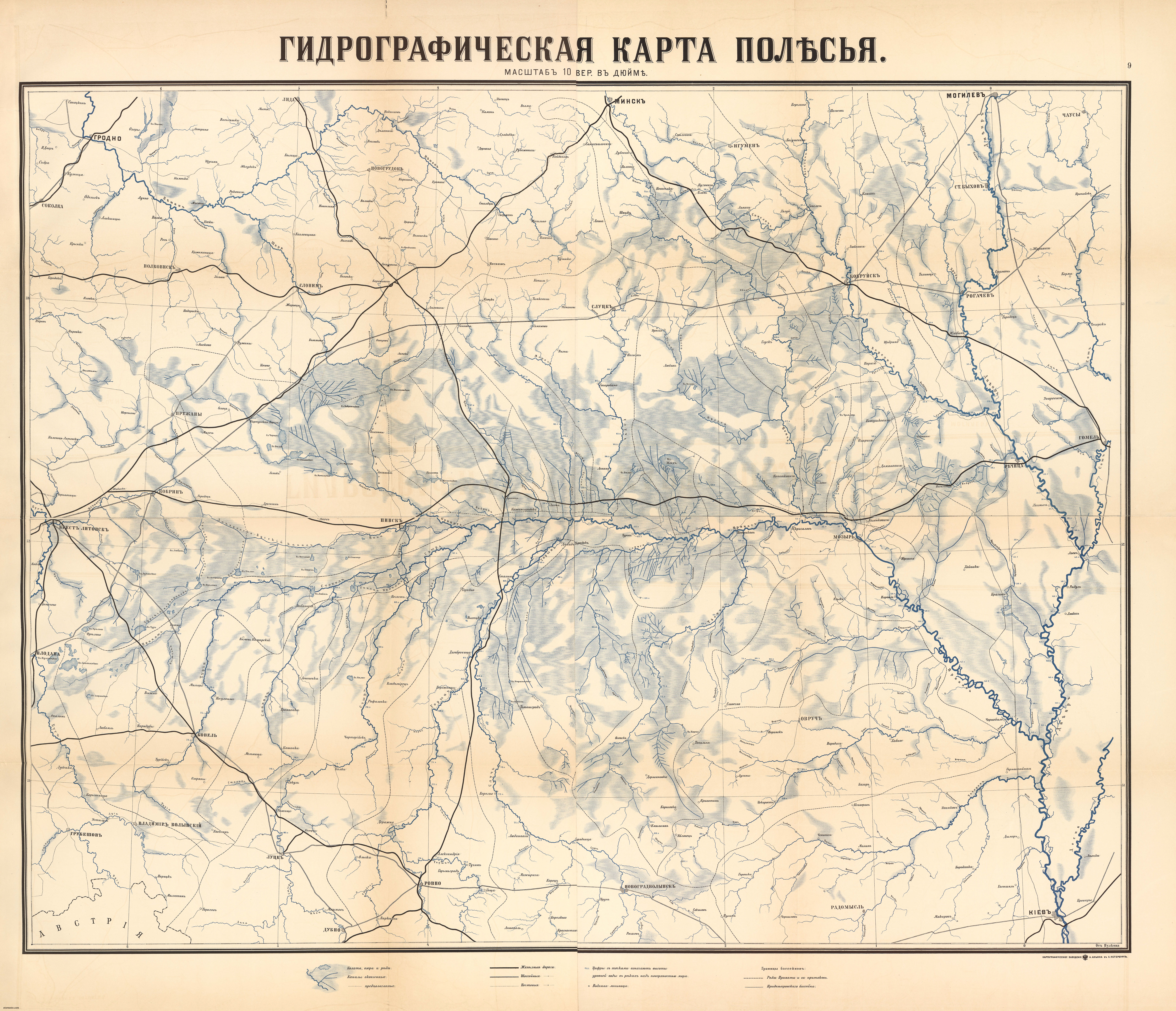
Гідрографічна мапа Полісся за даними 1874-1898 років
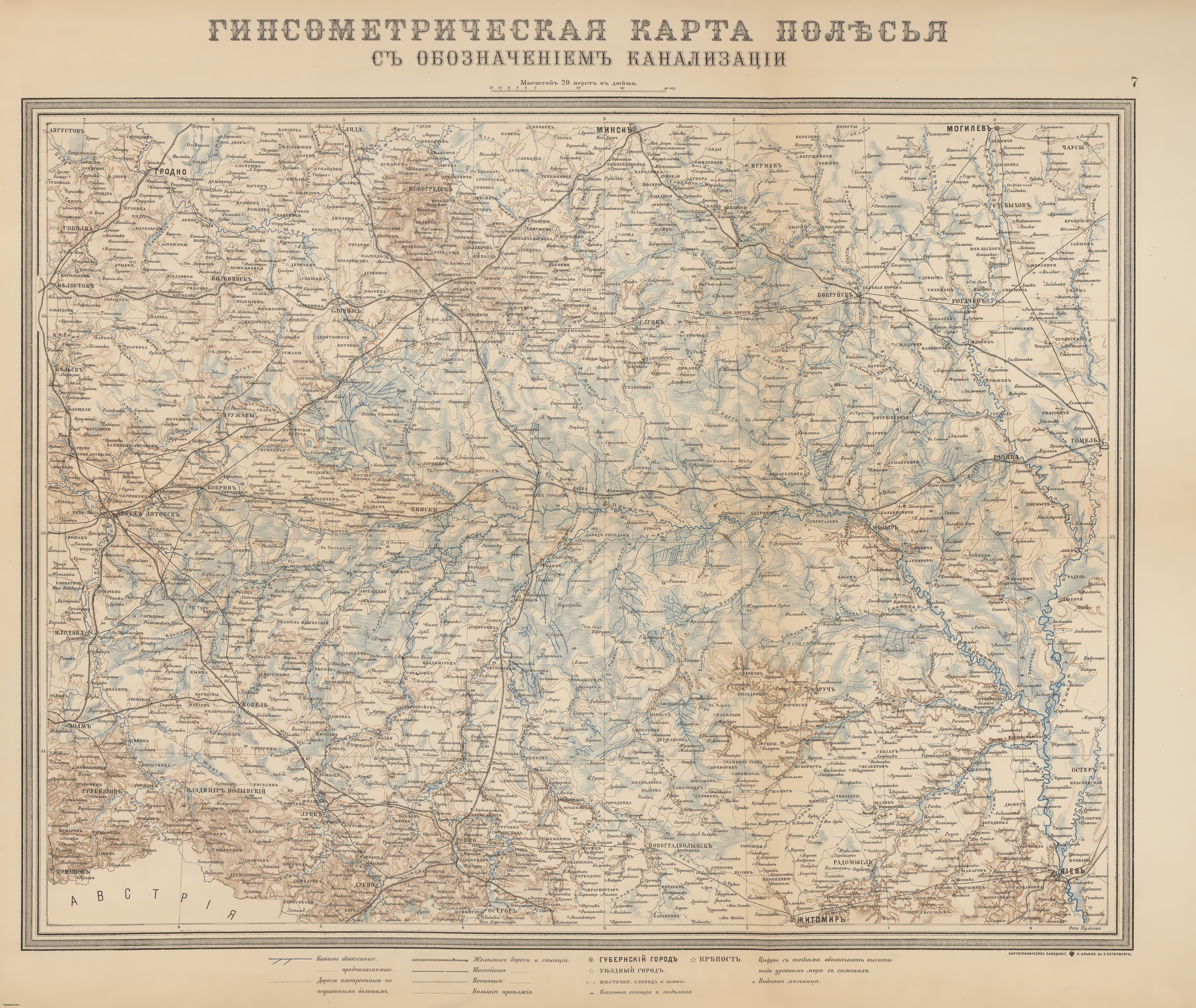
Гіпсометрична мапа Полісся, 1898 рік

## Галерея

Іван Шишкін. «Поліські болота», 1890 рік
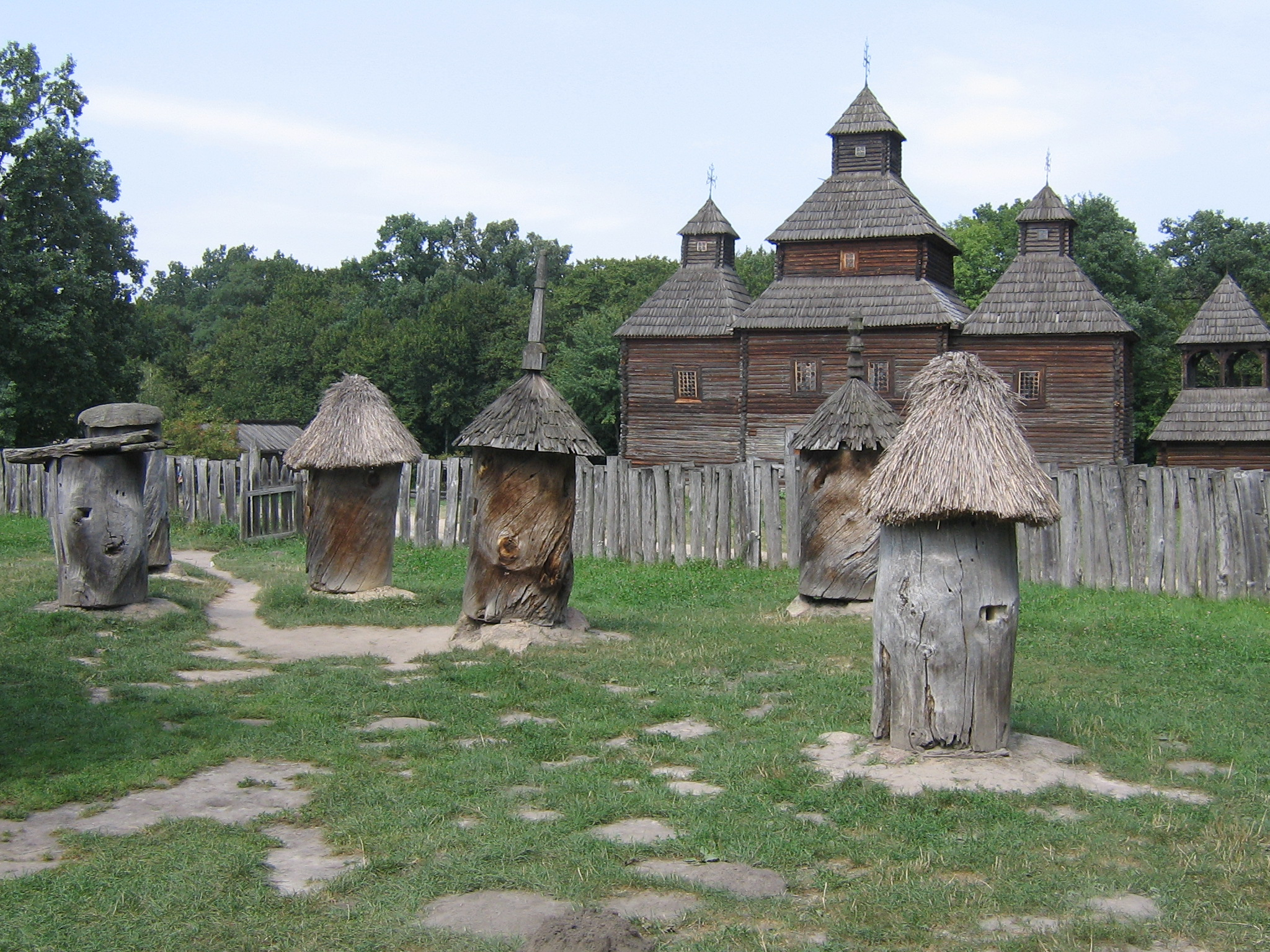
Поліська пасіка та Воскресенська церква із села Кисоричі, Рівненська область. Національний музей народної архітектури та побуту України
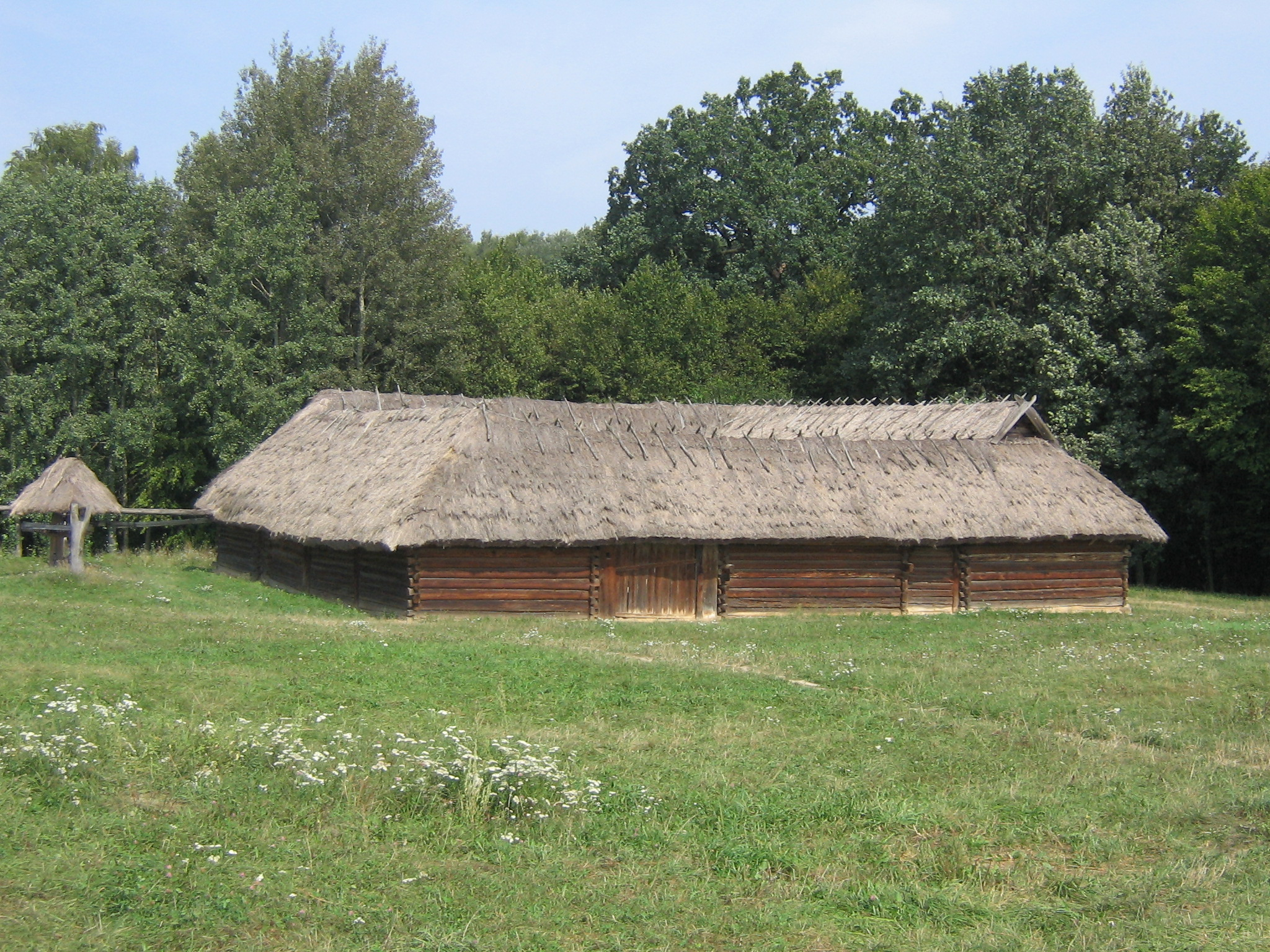
Окружний двір із села Солов'ї, Волинська область. Національний музей народної архітектури та побуту України
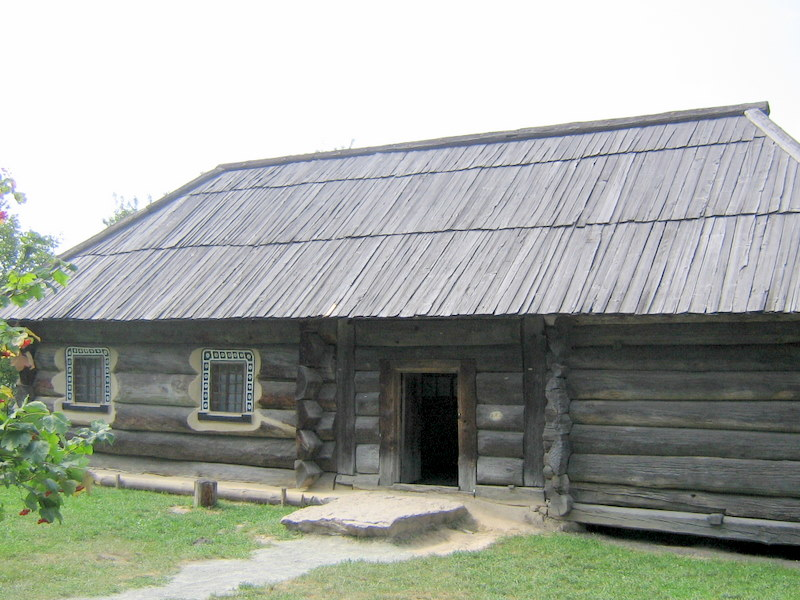
Поліська пасіка та Воскресенська церква із села Кисоричі, Рівненська область. Національний музей народної архітектури та побуту України
Поліський краєвид